# Унюш
Унюш (порт. Unhos; МФА: [ˈu.ɲuʃ]) — парафія в Португалії, у муніципалітеті Лореш. Розташована в західній частині країни, на теренах історичної португальської провінції Ештремадура. Входить до складу округу Лісабон. За адміністративним поділом, чинним до 1976 року, терени парафії були складовою провінції Ештремадура. Належить до Лісабонського патріархату Католицької церкви. Патрон — святий Сильвестр. Площа — 4,4819 км². Населення — 9507 ос. (2011). Сильно урбанізований регіон. Густота населення — 2121,2 осіб/км²
. Код — 110717.

## Населення
| Кількість мешканців | Кількість мешканців | Кількість мешканців | Кількість мешканців | Кількість мешканців | Кількість мешканців | Кількість мешканців | Кількість мешканців | Кількість мешканців | Кількість мешканців | Кількість мешканців | Кількість мешканців | Кількість мешканців | Кількість мешканців | Кількість мешканців |
| ------------------- | ------------------- | ------------------- | ------------------- | ------------------- | ------------------- | ------------------- | ------------------- | ------------------- | ------------------- | ------------------- | ------------------- | ------------------- | ------------------- | ------------------- |
| 1864                | 1878                | 1890                | 1900                | 1911                | 1920                | 1930                | 1940                | 1950                | 1960                | 1970                | 1981                | 1991                | 2001                | 2011                |
| 420                 | 423                 | 432                 | 397                 | 487                 | 438                 | 480                 | 569                 | 700                 | 1 814               | 4 198               | 8 244               | 9 818               | 10 531              | 9 507               |